# Марко Иноченти
Марко Иноченти (Прато, 16. август 1978) је италијански спортиста који се такмичи у стрељаштву у дисциплини дупли трап. На Олимпијским играма учествовао је 2000, 2004. и 2016. када је остварио највећи успех, освојио је сребрну медаљу. У Сиднеју је био осми, а у Атини седамнаести. Светски јуниорски првак био је два пута.